# Jaimini (Népal)
Jaimini (en népalais : जैमिनी) est une municipalité du Népal située dans le district de Baglung. Au recensement de 2011, elle comptait 31 430 habitants.
Elle regroupe les anciens comités de développement villageois de Kusmishera, Damek, Sarkuwa, Binamare, Arjewa, Dhullu Gaidi, Chhisti, Sisakhani, Payuthanthap et Rangkhani.